# Polpenazze del Garda
Polpenazze del Garda (lombardul: Polpenàse) település Olaszországban, Lombardia régióban, Brescia megyében. Lakosainak száma 2710 fő (2023. január 1.). Polpenazze del Garda Calvagese della Riviera, Manerba del Garda, Puegnago sul Garda, Soiano del Lago és Muscoline községekkel határos.

## Népesség
A település lakossága az elmúlt években az alábbi módon változott:
| Lakosok száma | 2623 | 2672 | 2710 |
|               | 2017 | 2018 | 2023 |